# گوشه‌نشین

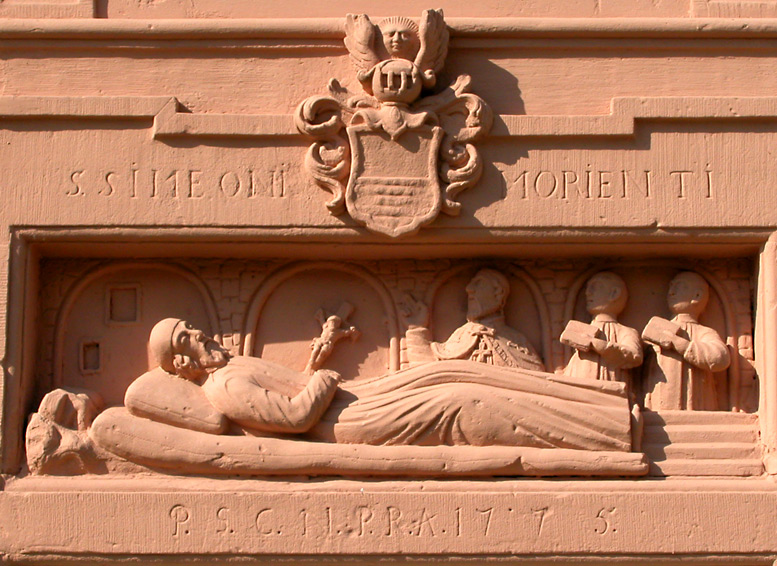
«سیمئون اهل ترایر»

گوشه‌نشین، خلوت‌نشین، عزلت‌نشین یا منزوی به شخصی گفته می‌شود که به اختیار خود از مردم و جامعه جدا شده و در انزوا زندگی می‌کند. از نظر تاریخی، این اصطلاح به معنی زاهدی است که خود را کاملاً از دنیا منزوی نموده‌است. برخی گوشه‌گیران عبارتند از «سیمئون اهل تریر»، کسی که با اجازه اسقف اعظم تریر در دروازه امپراتوری روم پورتا نیگرا زندگی می‌کرد یا «تئوفانِ گوشه‌گیر»، راهب ارتدکس سدهٔ نوزدهم میلادی که بعداً مفتخر به مقام قدیس شد.

## علت‌ها
علل بالقوه زیادی برای تبدیل شدن به شخص گوشه‌گیر وجود دارد که شامل، اما نه محدود به موارد ذیل می‌باشد: یک فلسفه شخصی ممکن است جامعه مصرف‌گرا را رد کند؛ یک دیدگاه عرفانی دینی ممکن است باعث تبدیل شدن شخص به یک فرد زاهد یا معتکف شود؛ یک پیرو جنبش زنده‌ماندن ممکن است در حال تمرین خودکفایی باشد؛ یک مجرم ممکن است خود را از مردم پنهان نماید تا از دست‌گیرشدن توسط پلیس خودداری کند؛ یا یک مردم‌ستیز ممکن تحمل زندگی در اجتماع را نداشته باشد. در سنت کلیسای ارتدکس و کاتولیک روسیه، «پوشتنیک» به زاهد موقتی گفته می‌شود که از وی خواسته شده‌است تا حداقل برای مدت ۲۴ ساعت به تنهایی در یک اتاق روزه بگیرد و دعا کند. در فرهنگ چین باستان، دانشمندان تشویق می‌شدند تا در حکومتی که خوب و درستکار است، به‌عنوان خادم مردم کار کنند، اما در صورتی‌که حکومت پر از فساد می‌بود، از آن‌ها توقع می‌رفت تا به‌گونه یک ینشی به گوشه‌گیری روی آورند. شخصیت‌های دیگری مانند «دونگفانگ شاو» معتکف شدند تا آیین تائوئیسم، یا آنچه بعداً «آیین بودایی چان» نامیده شد، را پیروی نمایند.
گوشه‌گیری همچنین می‌تواند دارای علل روان‌شناختی باشد، مثلاً به علت اختلال‌هایی چون اختلال اضطراب پس از سانحه، اختلال اضطراب اجتماعی، بی‌تفاوتی، افسردگی، اختلال وسواس فکری-عملی، اختلال شخصیت اسکیزویید، اختلال شخصیت اسکیزوتایپال، یا اختلال شخصیت دوری‌گزین. بیماری‌هایی چون اوتیسم یا کم‌توانی ذهنی نیز می‌تواند سبب خلوت‌نشین شدن افراد گردد. حدود ۱٫۲ میلیون نفر در ژاپن، بخشی از پدیده‌ای به نام «هیکیکوموری» یا «گوشه‌گیری اجتماعی» هستند، مشکلی که در آن نظام آموزشی ژاپن و فشار اجتماعی مقصر دانسته می‌شود.